# Amares (vila)

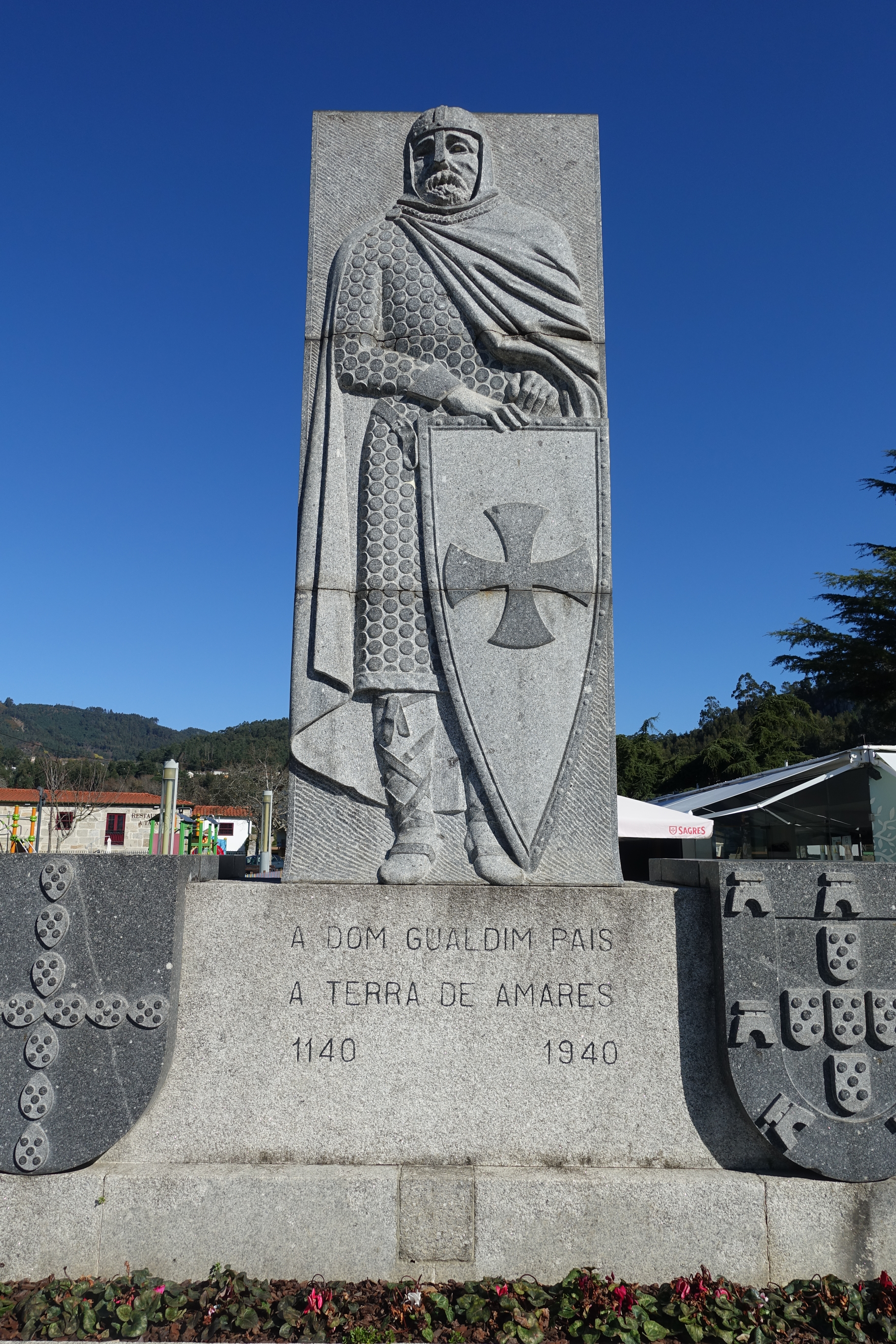
Homenagem a Gualdim Pais, em Amares

Amares é uma vila portuguesa sede da Freguesia de Amares e Figueiredo e do Município de Amares, estando inserida no Distrito de Braga e na sub-região do Cávado da Região do Norte.

## Economia
A principal atividade do Município de Amares é a agricultura, englobando na maior parte dos casos a criação de gado. Domina a policultura, assente no milho, no feijão e nas laranjas, assumindo a vinicultura e a floricultura particular destaque. A transformação da madeira, a pequena indústria, a construção civil e o comércio são também atividades fundamentais da economia do município. Amares tem investido fortemente no turismo, baseado no seu património arquitetónico, cultural e ambiental, no turismo religioso, ligado aos santuários, e nas Termas de Caldelas.

## Tradições
- Festas do Corpo de Deus e da Nossa Senhora da Paz, em julho
- Feira Franca de Amares, no segundo domingo de maio. Aos sábados é realizada uma feira semanal.
- Feriado municipal é no dia 13 de junho.

O artesanato do Município consta principalmente de tecelagem, bordados, fiação de linho, cestaria, latoaria, a tanoaria, a talha, as miniaturas em madeira, a cerâmica, a pirotecnia e a construção de alfaias agrícolas.

## Personagens ilustres
- Gualdim Pais, Grão-Mestre da ordem dos Templários, fundador das cidades de Tomar e Pombal;
- Sá de Miranda, que qui viveu e morreu;[3]
- Conde de Amares

## Geminações
Amares está geminada com  Saint-Paul-lès-Dax, Landes, França.